# Faye Marsay
 (août 2014).
Si vous disposez d'ouvrages ou d'articles de référence ou si vous connaissez des sites web de qualité traitant du thème abordé ici, merci de compléter l'article en donnant les références utiles à sa vérifiabilité et en les liant à la section « Notes et références ».
Faye Marsay, née le 30 décembre 1986 à Middlesbrough (Angleterre), est une actrice britannique. Elle est connue pour avoir interprété le rôle d'Anne Neville dans The White Queen et pour son personnage récurrent de Candice dans Fresh Meat. Elle est aussi présente dans la série Game of Thrones à partir de la 5e saison, où elle incarne l'orpheline sans-visage, et dans la série Andor de la saga Star Wars.

## Biographie

### Jeunesse et formation
Faye Elaine Marsay est formée au Bristol Old Vic Theatre School, où elle joue les rôles de Sissy Jupe dans Les Temps difficiles, une des sœurs fatales et Fleance dans Macbeth, Runt dans Disco Pigs, et le rôle principal de Shen Te dans La Bonne Âme du Se-Tchouan.
C'est durant sa formation théâtrale qu'elle reçoit en 2012 le prix Spotlight de la Conference of Drama Schools (en). Aussitôt son diplôme obtenu, elle obtient le rôle principal dans The White Queen.

### Carrière
En 2008, Faye Marsay joue Sue dans la comédie Is That it?. Elle accède à la notoriété en 2013 avec le personnage d'Anne Neville, la femme de Richard III, la reine dans la mini-série The White Queen.
Elle joue dans la saison 2 de Enquêtes codées, dans lequel elle interprète le personnage de Lizzie. Elle joue le rôle principal de Candice dans la sitcom Fresh Meat. En 2013, elle commence le tournage de la série Glue considérée comme l'héritière de Skins, en interprétant le personnage de Janine Riley.
Marsay incarne de 2015 à 2016 l'orpheline sans-visage dans la série Game of Thrones, dans les saisons 5 et 6.
De 2022 à 2025, elle tient le rôle de Vel Sartha dans la série Andor de la saga Star Wars.

## Filmographie

### Cinéma
- 2008 : Is That It? : Sue
- 2014 : Pride de Matthew Warchus : Steph
- 2017 : Les Heures sombres de Joe Wright : Sybil
- 2017 : You, Me and Him : Alex
- 2018 : Private War  de Matthew Heineman : Kate Richardson
- 2022 : L'Amant de lady Chatterley de Laure de Clermont-Tonnerre : Hilda

### Courts-métrages
- 2015 : Nipplejesus

### Télévision
Séries télévisées
- 2013 : Fresh Meat : Candice
- 2013 : The White Queen : Anne Neville
- 2014 : Doctor Who : Shona
- 2014 : Enquêtes codées : Lizzie
- 2014 : Glue : Janine
- 2015 : Journal d'une ado hors norme : Katie Springer
- 2015-2016 : Game of Thrones : The Waif
- 2016 : Black Mirror : Blue Colson
- 2016 : Les Enquêtes de Vera : Christine
- 2016 : Love, Nina : Nina
- 2017 : Commissaire Bancroft : Katherine Stevens
- 2018 : McMafia : Katya Godman
- 2022-2025 : Andor : Vel Sartha
- 2025 : Adolescence : détective Misha Frank

Téléfilms
- 2017 : Shamed : Sarah Ivy

## Théâtre
- 2011 : Les Temps difficiles : Sissy Jupe
- 2012 : Macbeth : Une sœur fatale
- 2012 : Macbeth : Fleance
- 2012 : Disco Pigs : Runt
- 2012 : La Bonne Âme du Se-Tchouan : Shen Te

## Ludographie
- 2015 : Need for Speed : Amy

## Prix et nominations

### Distinctions
- 2012 : Spotlight : Prix Spotlight 2012 de la Conference of Drama Schools (en)

### Nominations
- 2014 : Golden Globes : Téléfilm ou mini-série pour The White Queen